# 黄玲 (1968年)
黄玲（1968年11月—），女，汉族，福建长汀人，中华人民共和国政治人物。现任福建省政协副主席，福建省红十字会副会长。